# Papago Saguaro National Monument

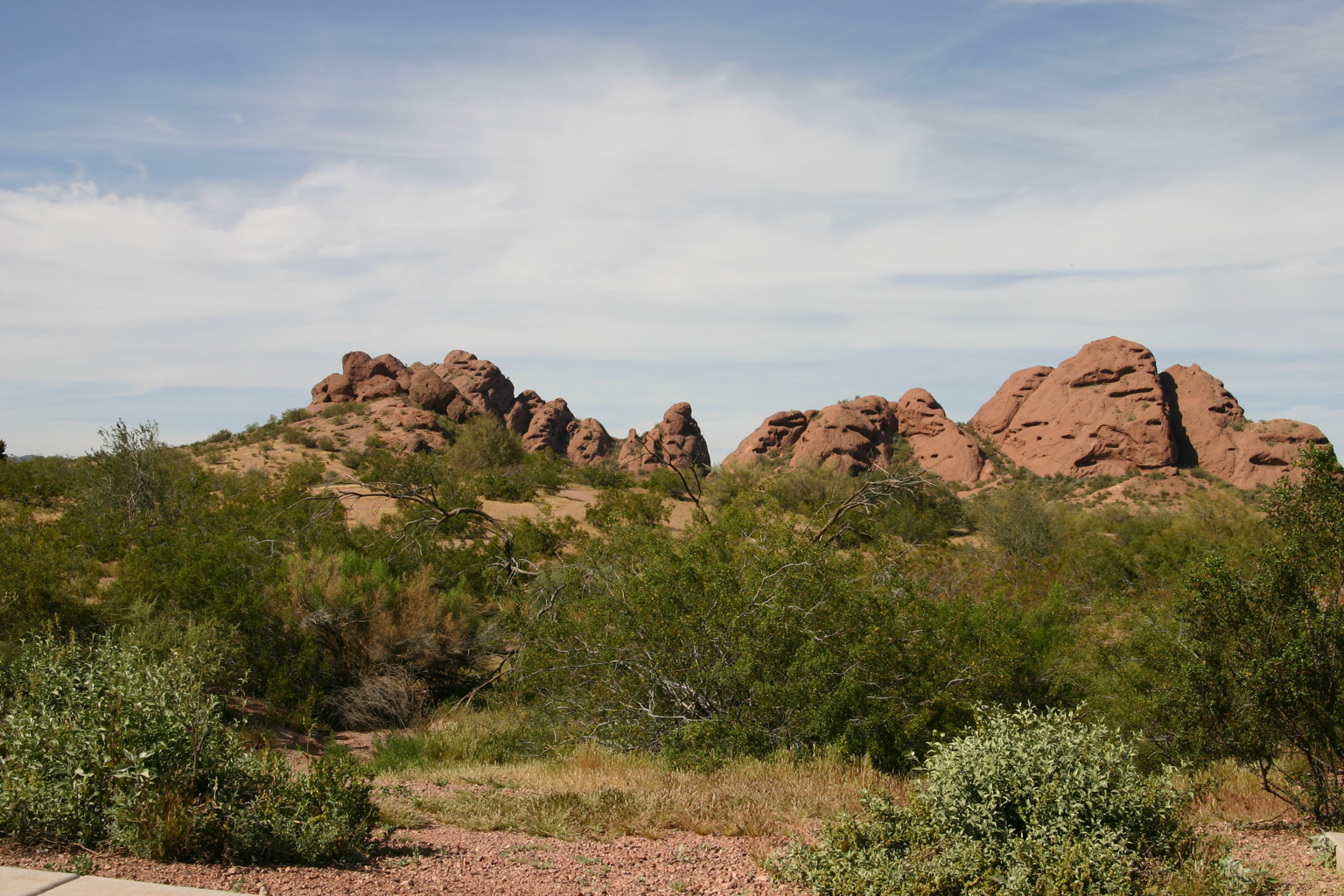
Papago Saguaro National Monument

Papago Saguaro National Monument — nieistniejący już pomnik narodowy w Stanach Zjednoczonych, w stanie Arizona. Pomnik został ustanowiony 31 stycznia 1914 roku przez prezydenta Stanów Zjednoczonych Woodrowa Wilsona na powierzchni 8,30 km². Decyzją Kongresu Stanów Zjednoczonych z 7 kwietnia 1930 roku pomnik zlikwidowano, a jego teren przekazano w zarząd stanu Arizona.